# Tấn công Barcelona 2017
Cuộc tấn công Barcelona năm 2017 xảy ra vào ngày 17 tháng 8 năm 2017 tại La Rambla, Barcelona khi một chiếc xe tải đâm vào những người đi bộ, làm chết 13 người và làm bị thương ít nhất 100 người (17 người bị thương nặng, 2 người trong tình trạng nghiêm trọng, 1 là người Đức đã chết sau đó). Các nạn nhân tổng cộng là từ 34 nước. Hai nghi phạm sau đó xuống xe chạy trốn. Cảnh sát Tây Ban Nha hiện cho là, kẻ lái xe là Younes Abouyaaqoub, 22 tuổi, hiện bỏ trốn trong chiếc xe Renault Kangoo cùng với 2 người khác, có thể là đã vượt qua biên giới sang Pháp.
Tổng cộng 4 kẻ tình nghi bị bắt, 3 người Ma-rốc và 1 người Tây Ban Nha từ Melilla. Cảnh sát Tây Ban Nha cho biết hai người đàn ông bị bắt ở Ripoll, cách Barcelona 70 km về phía bắc. Một trong 2 là một người đàn ông ở độ tuổi 20 sinh ra ở Ma-rốc, có tên là Driss Oubakir, đã bị buộc tội đã thuê chiếc xe tải, nhưng anh ấy tuyên bố giấy tờ của anh đã bị người em, Moussa Oukabir 17 tuổi, đánh cắp. Một người khác bị bắt ở Alcanar, cách Barcelona 200 km về phía nam. Amaq News Agency cho hay những kẻ tấn công là "những người lính của Nhà nước Hồi giáo", người "tiến hành hoạt động để đáp lại lời kêu gọi nhắm tới các quốc gia liên minh".
Một vụ nổ xảy ra vào đêm trước khi vụ tấn công xảy ra tại thị trấn Alcanar ở Catalan. Nó san phẳng một tòa nhà và giết chết một người phụ nữ. Người đứng đầu của cảnh sát Catalan Josep Lluís Trapero cho biết các vụ trên có liên quan đến vụ đâm xe.
Chín giờ sau vụ tấn công, cảnh sát bắn chết 5 người từ một chiếc xe ở Cambrils. Tất cả đều là người gốc Ma-rốc, trong đó có Moussa Oukabir. Trước đó chiếc xe này đã lao vào một đám người. làm bị thương 5 người đi bộ và một cảnh sát viên. Một người đi bộ khác chết ở bệnh viện.
Cuộc tấn công này làm chết nhiều người nhất ở Barcelona kể từ vụ đánh bom Hipercor 1987 và ở Tây Ban Nha từ vụ Đánh bom xe lửa tại Madrid 2004.

## Vụ nổ Alcanar
Ngày 16 tháng 8, một ngày trước khi xảy ra cuộc tấn công ở La Rambla, một vụ nổ đã phá hủy một ngôi nhà ở Alcanar, giết chết một phụ nữ, làm bị thương sáu người khác và gây thiệt hại đáng kể cho các ngôi nhà lân cận. Cảnh sát ban đầu nghĩ rằng đó là một vụ nổ khí nhưng bây giờ tin rằng nó được kết nối với cuộc tấn công và là nơi chế tạo các quả bom. 120 thùng chứa butan và propan đã được tìm thấy trong nhà. Đội phá bom mìn đã cho nổ kiểm soát nơi chứa các bình gas. Các kẻ khủng bố hoạch định dùng 3 chiếc xe tải chứa chất nổ và các bình gas để phá hủy biểu tượng được công nhận nhất Barcelona, nhà thờ Sagrada Familia. Liên quan tới vụ nổ này một người Tây Ban Nha xuất thân từ Melilla đã bị bắt.
Cảnh sát trưởng Josef Lluis Trapero tin là những kẻ khủng bố gây ra vụ nổ lúc đang chế tạo bom, và sau đó quyết định dùng xe tải để tấn công.

### Vụ nổ thứ 2
Một vụ nổ thứ hai xảy ra tại cùng một vị trí trong quá trình khai quật, có thể do tia lửa từ một gầu đào chạm với thùng chứa khí trong các tàn tích. Ít nhất chín người bị thương, với một cảnh sát trong tình trạng nguy kịch.

## Vụ tấn công La Rambla

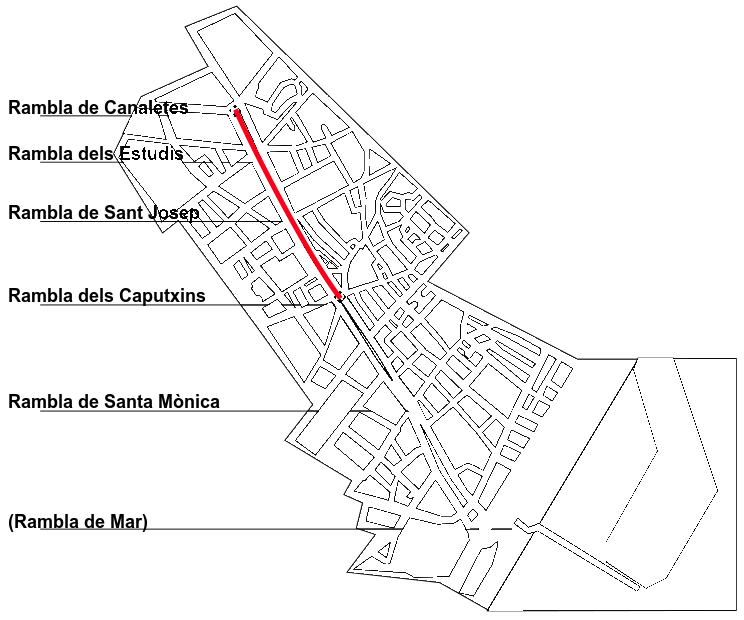
Khoảng cách tông xe trong cuộc tấn công.

Vào lúc 17:00 CEST (UTC + 2), một chiếc xe tải trắng đã lái xe trên vỉa hè của Las Ramblas của Barcelona, đâm vào người đi bộ khoảng 500 m giữa Plaça Catalunya và Liceu. Người lái xe sau đó chạy trốn.
Các báo cáo đầu tiên cho biết hai người chết và hàng chục người bị thương. Theo báo cáo, nó được thuê ở vị trí láng giềng của Santa Perpètua de Mogoda, cùng với một chiếc xe tải tương tự, được coi là một chiếc xe dự phòng và được tìm thấy vào lúc 19:00 tại Vic.
Trong một cuộc họp báo của cảnh sát vào lúc 19 giờ địa phương, người phát ngôn đã khẳng định bản chất khủng bố của sự kiện, một người chết và 32 người bị thương (10 người trọng thương).
Vào khoảng 20:20 giờ địa phương, chính phủ Catalan đã xác nhận có 13 người chết và ít nhất 50 người bị thương. Lúc 20:29, cảnh sát Catalan cho biết không ai bị bắt làm con tin trong quán bar và nghi phạm đang bị giam giữ. Chủ tịch khu vực của Catalonia sau đó tuyên bố một vụ bắt giữ khác.

### Đâm chết người cướp xe
Sau cuộc tấn công xe tải, một người đàn ông đã đâm chết một người dân và cướp xe của ông ta.

### Xe đâm chướng ngại vật cảnh sát
Khoảng hai giờ sau, một chiếc xe khác đâm vào một thanh chắn của cảnh sát ở Avinguda Diagonal và xảy ra cuộc đấu súng, làm một cảnh sát bị thương. Phương tiện được sử dụng đã được xác định là một chiếc Ford Focus màu trắng. Người lái xe đó đã bị giết và không biết liệu nó có liên quan đến vụ tấn công trước đó hay không. Chiếc xe này sau đó chạy tới vùng lân cận Sant Just Desvern và bị bỏ lại ở đó. Cảnh sát tìm thấy một người đã bị đâm chết ở băng sau. Cảnh sát tin đây là một trong những kẻ tấn công ở La Rambla đã bỏ trốn sau đó.

## Tấn công ở Cambrils
Vào lúc 1:30 sáng ngày 18 tháng 8, một chiếc xe Audi A3 chở 5 người đã lao vào một đám đông đi bộ trước khi nó bị lật xe tại bùng binh của các đường Passeig Miramar, Passeig Marítim và Rambla de Jaume I. Những kẻ trong xe mà mặc áo vest bom giả, tấn công bằng dao những người đứng chung quanh; đâm chết một phụ nữ 63 tuổi. Một nữ cảnh sát cũng bị thương. Một cảnh sát ở gần đó đã bắn chết 4 kẻ tấn công, kẻ thứ 5 chết vì vết thương vài giờ sau đó. Theo cảnh sát những kẻ tấn công này có dính líu đến vụ tấn công La Rambla.

## Nạn nhân
| Công dân    | Số người chết | Bị thương |
| ----------- | ------------- | --------- |
| Đức         | 1             | 13        |
| Tây Ban Nha | 5             | Unknown   |
| Ý           | 2             | 3         |
| Bỉ          | 1             | 2         |
| Hoa Kỳ      | 1             | 1         |
| Bồ Đào Nha  | 1             | 0         |
| Pháp        | 0             | 26        |
| Cuba        | 0             | 5         |
| Philippines | 0             | 4         |
| Úc          | 0             | 4         |
| Hy Lạp      | 0             | 3         |
| Romania     | 0             | 3         |
| Hà Lan      | 0             | 3         |
| Algeria     | 0             | 3         |
| Argentina   | 0             | 2         |
| Taiwan      | 0             | 2         |
| Đan Mạch    | 0             | 2         |
| Macedonia   | 0             | 1         |
| Venezuela   | 0             | 1         |
| Peru        | 0             | 1         |
| Hồng Kông   | 0             | 1         |
| Nga         | 0             | 1         |
| Ireland     | 0             | 1         |
| Colombia    | 0             | 1         |
| Hungary     | 0             | 1         |
| Serbia      | 0             | 1         |
| Thổ Nhĩ Kỳ  | 0             | 1         |
| Israel      | 0             | 1         |
| Không rõ    | 5             | 43        |
| Tổng cộng   | 16            | ≈130      |

Ngoài 7 kẻ tấn công, 16 người đã thiệt mạng (14 ở La Rambla, 1 bị đâm chết rồi cướp xe ở Barcelona, 1 ở Cambrils) và khoảng 130 bị thương, chỉ riêng ở La Rambla trên 100 người bị thương từ 34 quốc gia, 15 người trong số họ bị thương nghiêm trọng. Một trong số người chết là một phụ nữ Bỉ. Ba người được cho là người Đức, nhưng Bộ Ngoại giao Đức cho biết họ không thể xác nhận tuyên bố.

## Nghi phạm
Cuộc điều tra của cảnh sát chỉ ra một nhóm khủng bố gồm mười hai thành viên, trong đó có mười một người đã chết hoặc đang bị giam giữ. Một nghi phạm chính là người lái xe tải tới La Rambla, vẫn còn đào tẩu . Cảnh sát cho biết năm người đã bị bắn chết sau vụ tấn công Cambrils; 4 đang bị giam giữ, và ba người đang được tìm kiếm, nhưng hai trong số này có thể đã chết trong vụ nổ khí Alcanar 

### Các nghi phạm bị bắn chết
Xe tải Fiat Talento được thuê dùng giấy tờ của một cư dân Ripoll Driss Oukabir, là một người gốc Ma-rốc. Không rõ liệu anh ta có tham gia cuộc tấn công hay không. thị trưởng thị trấn nói người đàn ông này khẳng định anh ta đã ở Ripoll vào thời điểm đó, và đi đến đồn cảnh sát ngay sau khi anh ta nhìn thấy khuôn mặt của anh ta được phát lên sóng. Anh ta bị bắt giữ sau khi báo cáo với cảnh sát rằng giấy tờ cá nhân của ông đã bị đánh cắp bởi em trai của anh ta, Moussa Oukabir, 18 tuổi, bị cảnh sát bắn chết trong cuộc tấn công ở Cambrils.
Said Aalla 19 tuổi, cũng bị cảnh sát bắn chết sau vụ tấn công Cambrils . Ông là người Ma-rốc, sinh ra ở Naour  Aalla sống ở Ribes de Fraser, một ngôi làng gần Ripoll. Một thẻ tín dụng của Said Aalla được tìm thấy trong chiếc xe chở hàng bỏ lại ở Cambrils. Ông là anh em của Yousseff và Mohammed, người sau cùng bị bắt ở Ripoll.
Mohammed Hichamy 24 tuổi, tham dự vào việc mướn các xe cộ, bị cảnh sát bắn chết trong cuộc tấn công Cambrils. Theo loan báo của cảnh sát Catalonia nhóm này hoạch định dùng ít nhất 3 xe chở hàng.
Omar Hichamy còn dưới tuổi vị thành niên và là em của Mohamed. Cả hai thuộc một nhóm bạn bè ở thị xã Ripoll, có lẽ trở nên quá khích dưới ảnh hưởng của imam Abdelbaki Es Satty.
Houssaine Abouyaaqoub là anh em của Younes, người có lẽ là tài xế đâm vào La Rambla.
Younes Abouyaaqoub sinh ngày 1 tháng 1 năm 1995 tại Mrirt, Morocco. Vào thời điểm cuộc tấn công, Abouyaaqoub sống ở Ripoll, Tây Ban Nha. Theo các nguồn cảnh sát, giấy tờ nhận dạng của anh ta đã được tìm thấy trong chiếc xe thứ hai bị công an Catalan tìm thấy ở Vic. Anh ta hiện được coi là nghi phạm chính, là người lái xe chịu trách nhiệm cho cuộc tấn công La Rambla, và vụ giết người cướp xe ở Barcelona. Mẹ của Abouyaaqoub, nói tiếng nước ngoài và được dịch lại bởi một người anh em họ, nói với báo chí và nói rằng con trai bà đã bị tẩy não bởi một imam . Ngày 21 tháng 8, cảnh sát bao vây ông ở Subirats, một làng gần Barcelona. Ông mang một áo vest chứa mìn giả. khi ông cởi áo và la "Allahu Akbar" (Chúa là vĩ đại), cảnh sát đã bắn ông chết.

### Chết ở Alcanar
Abdelbaki Es Satty, 40 tuổi, một imam ở Ripoll, sinh ra ở Ma-rốc, bị cảnh sát nghi ngờ là một trong những người bị giết trong vụ nổ đầu tiên ở Alcanar. Ông thuê một phòng trong nhà với một người đàn ông khác trong bốn tháng. Vào ngày 16 tháng 8, ngay trước khi xảy ra cuộc tấn công, ông nói với người đàn ông đó, ông sắp đi đến Ma-rốc. Imam này ra khỏi nhà tù ở El Castellón, nơi ông bị bắt giam vì tội buôn bán ma túy, vào năm 2012. Trong khi ở tù, ông có một "mối quan hệ đặc biệt" với Rachid Aglif, người đang chịu án tù 18 năm vì tham dự trong vụ đánh bom Madrid năm 2004. Es Satty cũng liên quan đến Chiến dịch Chacal năm 2006, khi năm người hồi giáo quá khích đã bị bắt vì gởi các thánh chiến hồi giáo tới chiến đấu ở Irak. Es Satty bỏ công việc của mình như là một imam ở Ripoll một cách "đột ngột" vào tháng 6.
Youssef Aalla cùng đi vào tháng 12 năm 2016 với Mohamed Hichamy tới Zürich. Ông ta có lẽ tham dự vào việc chế tạo bom.

### Bị bắt
Driss Oukabir 28 tuổi là anh của Moussa, người được cho là ăn cắp giấy tờ của ông để mướn xe. Báo chí Tây Ban Nha tường thuật là chính Driss đứng ra mướn xe tải mà sau đó được lái để tấn công ở La Rambla.
Mohammed Aalla 27 tuổi ra đầu thú chính quyền. Ông là chủ nhân chiếc xe Audi A3, được nhóm dùng để di chuyển ở Cambrils. Mohammed là anh của Said, bị bắn chết ở Cambrils và Youssef, tham dự vào việc chế bom. Được thả ra ngày 22 tháng 8 sau khi bị hỏi cung ở Madrid.
Mohamed Houli Chemlal 20 tuổi, sinh ra Melilla và sống trước đó ở Ripoll, bị thương trong vụ nổ ở Alcanar và bị bắt giữ. Ông ta đã thú nhận là nhóm hoạch định cho nổ bom tại nhà thờ Sagrada Familia và nhiều căn nhà quan trọng khác ở Barcelona.
Salh El Karib 34 tuổi, có một quán internet cafe ở Ripoll. Tại quán này nhiều chuyến chuyển tiền về Marocco được thực hiện và các chuyến bay của nhóm này cũng được đặt ở đây. Ngày 24 tháng 8, ông ta cũng được thả ra.

## Phản ứng

### Trong nước
Chiến dịch Gàbia đã được triển khai bởi Mossos d'Esquadra, lực lượng cảnh sát vùng Catalunya, để tìm ra thủ phạm. Tất cả các sự kiện ở Barcelona đã bị huỷ bỏ, kể cả chủ tịch vùng Catalunya Carles Puigdemont và thị trưởng Barcelona Ada Colau đều hủy ngày nghỉ của họ để trở lại thành phố và tham gia vào việc quản lý khủng hoảng. Tương tự, Thủ tướng Tây Ban Nha Mariano Rajoy đã hủy kỳ nghỉ của mình và đi đến Barcelona cùng với Phó Thủ tướng Soraya Sáenz de Santamaría và Bộ trưởng Bộ Nội vụ Juan Ignacio Zoido.
Vua Tây Ban Nha Felipe VI đã đăng tweet để phản ứng lại cuộc tấn công, "Chúng là những kẻ giết người, chỉ những tên tội phạm sẽ không làm chúng ta sợ. Tất cả Tây Ban Nha là Barcelona, Las Ramblas sẽ trở lại với tất cả mọi người".

### Quốc tế
Một số nhà lãnh đạo thế giới phản ứng với các sự kiện, lên án các vụ tấn công và bày tỏ sự sốc và đoàn kết với Tây Ban Nha.
Liên minh châu Âu
Chủ tịch Ủy ban châu Âu Jean-Claude Juncker cam kết thực hiện phản ứng toàn cầu đối với sự tàn bạo của châu Âu và cung cấp tài nguyên của EU cho các dịch vụ khẩn cấp và an ninh của Barcelona. Chủ tịch Hội đồng Châu Âu Donald Tusk nói: "Tất cả châu Âu đều sát cánh cùng Barcelona". Chủ tịch Nghị viện châu Âu Antonio Tajani viết "Hỗ trợ đầy đủ cho các cơ quan chức năng. EU đoàn kết bảo vệ hoà bình."